# Crash Landing
Crash Landing — посмертный студийный альбом Джимми Хендрикса, выпущенный в 1975 году.

## Об альбоме
Crash Landing — восьмой студийный альбом Джимми Хендрикса, выпущенный в марте 1975 года в США и в августе того же года в Великобритании. Это был пятый студийный альбом Хендрикса, который вышел после его смерти. Впервые менеджером выступил Алан Дуглас.
Большинство треков на Crash Landing написаны Джими Хендриксом в последние дни жизни. В это время музыкант много времени проводил в студии. Большинство песен, которые вошли в этот альбом, не были закончены до конца при жизни Джими.
Выход этого альбома повлек за собой ряд конфликтов. Многие были недовольны тем, что в записи пластинки принимали участие люди, совершенно не знавшие великого музыканта. В этом винили нового менеджера Дугласа. Он внёс свои изменения в сырые наброски музыканта. Фанаты и критики были огорчены, узнав, что Дуглас записал себя соавтором 5 из 8 песен на альбоме. Несмотря на все это, альбом достиг пятой в США и 35 в Великобритании позиции в хит-парадах.

## Список композиций
| №  | Название                     | Длительность |
| -- | ---------------------------- | ------------ |
| 1. | «Message to Love»            | 3:14         |
| 2. | «Somewhere Over the Rainbow» | 3:30         |
| 3. | «Crash Landing»              | 4:14         |
| 4. | «Come Down Hard on Me»       | 3:16         |
| 5. | «Peace in Mississippi»       | 4:21         |
| 6. | «With the Power»             | 3:28         |
| 7. | «Stone Free Again»           | 3:25         |
| 8. | «Captain Coconut»            | 4:06         |

## Участники записи
- Джими Хендрикс - гитара, вокал
- Бадди Майлз - ударные на 1,6 треке
- Билли Кокс - бас-гитара на 1,6,8 треке
- Ноэль Реддинг - бэк вокал на 7 треке
- Юма Султан - перкуссия на 1 треке

Приглашёные музыканты сделавшие добавление материала в 1975 году
- Джимми Мауллен-перкуссия(1,3,5,6,7,8)
- Джефф Миронов-акомпонирующая гитара(2,3,4,5,7)
- Алан Шварцберг-ударные(2,3,4,5,7,8)
- Боб Баббит-бас(2,3,4,5,7)
- Линда Новембер-бэк-вокал(3)
- Вивиан Черри-бэк-вокал(3)
- Барбара Месси-бэк-вокал(3)